# Roman Sumorok
Roman Michałowicz Sumorok (Somorok, Somoroch) herbu Ostoja – sędzia ziemski wiłkomierski w 1634 roku, podsędek wiłkomierski w latach 1624–1634, pisarz ziemski wiłkomierski w latach 1619–1624, stolnik kowieński w 1608 roku, podstoli kowieński w 1604 roku.
Poseł powiatu wiłkomierskiego na sejm warszawski 1626 roku i deputat województwa wileńskiego na Trybunał Skarbowy Wielkiego Księstwa Litewskiego w 1626 roku. 
Poseł na sejm 1640 roku, sejm 1641 roku, sejm 1643 roku.